# Matteo Biffoni
Matteo Biffoni (n. 19 mai 1974, Prato, Italia) este un politician italian.